# Márta Egervári
Márta Egervári (n. 4 august 1956, Budapesta, Republica Populară Ungară) este o gimnastă artistică maghiară retrasă.  Márta Egervári a fost medaliată cu bronz olimpic,  medaliat cu bronz la campionatul mondial și multiplă campioană ca antrenor maghiar. Ea câștigat de trei ori titlul de Gimnastica Anului în Ungaria (în anii 1975, 1976 și 1977).
La Campionatele Mondiale de Gimnastică Artistică din 1974 s-a clasat pe locul 3, după Uniunea Sovietică (aur) și Republica Democrată Germană (argint), alături de colegele ei: Ágnes Bánfai, Mónika Császár, Zsuzsa Nagy, Zsuzsa Matulai și Krisztina Medveczky.
A câștigat o medalie de bronz la Campionatul Mondial de Gimnastică din 1974. Márta Egervári a participat la Campionatul Mondial de Gimnastică din 1981, unde echipa Ungarei a terminat pe locul 8.
În 1975 s-a căsătorit cu antrenorul ei, László Magyari. Au împreună un copil, născut în iulie 1979, Ákos.  Al doilea soț al ei este Lajos Nagy, fost gimnast; cu Lajos Nagy s-a mutat în Suedia din 1992.

## Vezi și
- Lista medaliaților olimpici la gimnastică (femei)
- Gimnastică la Jocurile Olimpice de vară din 1976

## Legături externe
- Marta Egervari la Comitetul Olimpic Internațional
- hu Márta Egervári la Magyar Olimpiai Bizottság (Comitetul Olimpic Maghiar)
- en Márta Egervári la Olympedia.org